# Janowiec Wielkopolski
Janowiec Wielkopolski è un comune urbano-rurale polacco del distretto di Żnin, nel voivodato della Cuiavia-Pomerania.
Ricopre una superficie di 130,74 km² e nel 2004 contava 9 355 abitanti.